# 水の中の八月
『水の中の八月』（みずのなかのはちがつ）は、関川夏央の短篇小説集、およびその表題作である。単行本は、1989年（平成元年）に講談社より出版された。表題作は1998年にテレビドラマ化されている。

## 収録作品
- 水の中の八月
- 慶州バスターミナル
- 一九六三年の四月
- 感傷的七月
- 一九八六年の冬
- 韓国からのラブレター
- 青い流れのその向こう

## テレビドラマ
『水の中の八月』は、上記の短篇小説を原作とする、1998年（平成10年）にNHKアナログハイビジョンの「ハイビジョンドラマシアター」で放送されたハイビジョンドラマ。国内外で多数の賞を受賞している。
放送ライブラリーで作品が公開されている。

### キャスト
- 平山健治(18) - 水橋研二
- 橋本礼子(18) - 伊藤歩
- 新井博(18) - 関野吉記
- 国村潤一郎(50) - 大杉漣
- リエ(24) - 柳愛里
- 平山恵利子(26) - 真弓倫子
- 長谷川一夫(41) - 塩見三省
- 片岡礼子
- 坂本宏和 (37) - 光石研
- 渡辺哲
- 明子(43) - 芹明香
- 雫石(43) - モロ師岡
- 清水大敬
- 大道芸人 - ギリヤーク尼ヶ崎
- 若松孝二
- 友川かずき
- 寺田農
- 平山幸二(50) - 林隆三

### スタッフ
- 原作 - 関川夏央[1][3][4]
- 脚本 - 加藤正人[1][3][4]
- 音楽 - 都留教博[3][4]
- 制作統括 - 吉川幸司[4]
- 撮影 - 今井輝[4]、小高文夫[4]
- 照明 - 大沼雄次[4]
- 美術 - 稲葉寿一[3][4]
- 編集 - 水島清子[4]
- 技術 - 飛地茂[3][4]
- 音声 - 大塚豊[4]
- 音響効果 - 加藤直正[3][4]
- 演出 - 高橋陽一郎[1][3][4]

全編にわたって千葉県木更津市にて撮影が行われた。

### その他
- 第39回 ギリシャ・テッサロニキ国際映画祭ゴールデン・アレクサンダー賞（最優秀外国作品賞）、国際批評家連盟賞
- 第46回 サン・セバスティアン国際映画祭新人監督賞[1]
- 第15回 ベルギー・モンス国際映画祭最優秀脚本賞
- 第2回 NHK アジア・フィルム・フェスティバル正式出品作品